# Fine Air
Fine Air war eine US-amerikanische internationale Frachtfluggesellschaft mit Sitz in Miami. Sie wurde 1976 gegründet. 2002 wurde Fine Air aufgrund finanzieller Probleme von Investoren gekauft und in Arrow Air umbenannt.

## Geschichte
Fine Air war eine internationale Frachtfluggesellschaft, die 1976 von J. Frank Fine und Barry Fine gegründet wurde. Sie nahm ihren Betrieb im Jahr 1992 auf, wobei sie eine Flotte von McDonnell Douglas und Lockheed L-1011 besaß. 1976 wurde Fine Air als Leasinggesellschaft mit zwei Boeing-707-Flugzeugen gegründet, 1989 dann als Frachtfluggesellschaft. 1992 erhielt Fine Air ein Betriebszertifikat und begann den Betrieb im Jahr 1992. Am 6. August 1997 sammelte Fine Air im Rahmen des Börsengangs über 123,5 Millionen US-Dollar.
Fine Air versuchte, Southern Air Transport zu übernehmen, was ihr aber nicht gelang. 1999 kündigte Fine Air an, die Arrow Air für 115 Millionen US-Dollar zu kaufen. Fine Air hatte im Jahr 2000 einen Umsatz von über 200 Millionen US-Dollar, 900 Mitarbeiter und über 125 Flüge pro Woche. Fine Air beantragte einige Monate später eine Umstrukturierung nach Chapter 11, nachdem eine Restrukturierung fehlgeschlagen war, die durch die Anleihen von der Übernahme von Arrow Air und der Ölkrise verursacht wurde. Im Jahr 2002 wurde Fine Air von Investoren gekauft und in Arrow Air umbenannt.

## Zwischenfälle
Eine McDonnell Douglas DC-8-61F der Fine Air stürzte am 7. August 1997 ab. Die Frachtmaschine hob vom Internationalen Flughafen Miami ab. Die an Bord befindliche Fracht wurde kurz vor dem Start des Flugzeugs weiter ins Heck verschoben, was zu einem Ungleichgewicht führte, welches das Heck herunter- und den Bug des Flugzeugs hochdrückte. Folgen waren Kontrollverlust und Strömungsabriss. Das Flugzeug stürzte in ein Feld, wo es weiter rutschte und ein Auto an einem Kaufhaus traf. Sowohl das Flugzeug als auch das Auto wurden dabei zerstört. Alle vier Besatzungsmitglieder an Bord starben. Ein Mann, der in dem Auto saß, starb ebenfalls.

## Flotte
Fine Air flog mit folgenden Flugzeugtypen:
- Douglas DC-8-51
- Douglas DC-8-54
- Douglas DC-8-55
- Douglas DC-8-61
- Douglas DC-8-62
- Douglas DC-8-63
- Lockheed L-1011 Tristar

Zum Zeitpunkt des Unfalls des Fluges 101 im Jahr 1997 hatte Fine Air 15 Douglas DC-8 und eine Lockheed L-1011, zum Zeitpunkt der Übernahme 2002 drei Lookheed L-1011.

## Ziele
Fine Air flog außerhalb der USA auch Ziele in der Karibik sowie in Mittel- und Südamerika an.